# Acanthagrion viridescens
Acanthagrion viridescens är en trollsländeart som beskrevs av Emery Clarence Leonard 1977. Acanthagrion viridescens ingår i släktet Acanthagrion och familjen dammflicksländor. Inga underarter finns listade i Catalogue of Life.